# داني ماكيلي
داني ماكيلي (بالهولندية: Danny Makkelie) (ولد في 28 يناير 1983) حكم دولي هولندي . بالإضافة إلى منصبه كحكم لكرة القدم، فهو يعمل لدى الشرطة الهولندية.
أصبح ماكيلي حكما للفيفا في 2011. و في 2012 أدار النهائي لبطولة أوروبا تحت 19 سنة لكرة القدم 2012 . 
و في 2018 عمل رسميا في التحكيم بالفيديو , حيث تم اختياره من طرف الفيفا في كأس العالم 2018 .

## حياته المهنية
بدأ ماكيلي حياته المهنية في سن مبكر، 16 عاماً، وبعد ذلك كان أول ظهور له في كرة القدم في عام 2005، لمدة 22 عاماً.
- في تشرين الثاني/نوفمبر 2009 أصبح يظهر بشكل مباشر في الدوري الهولندي الممتاز، خصوصا في نادي هيراكليز ألميلو و نادي سبارتا روتردام.

- عين حكما دوليا للفيفا اعتبارا من 1 يناير 2011 .و في العام التالي استدعتي لبطولة أوروبا تحت 19 سنة لكرة القدم 2012 في إستونيا، حيث أدار مباراتين من مرحلة المجموعات، ومن ثم المباراة النهائية بين منتخبي إسبانيا واليونان. وبعد أشهر قليلة قدم له لأول مرة أن يدير مرحلة المجموعات من الدوري الأوروبي.

- في 21 أكتوبر 2014 أدار أول مباراة له في دوري إبطال أوروبا، و التي كانت بين نادي تشيلسي و نادي ماريبور في اليوم الثالث من انطلاق الدوري .

- في عام 2015 استدعاه الاتحاد الأوروبي لكرة القدم , في بطولة أوروبا تحت 21 سنة لكرة القدم 2015 . حيث أدار مباراتين من مرحلة المجموعات.[4]

- في أكتوبر 2015 هو إختارته الفيفا للمشاركة في كأس العالم تحت 17 سنة لكرة القدم 2015 الذي نظم في تشيلي.

- في 30 أبريل 2018 هو رسميا في التحكيم بالفيديو , حيث تم اختياره من طرف الفيفا في كأس العالم 2018 . الذي نظم في روسيا .[3]